# Dominique Heintz
Dominique Heintz (Neustadt an der Weinstraße, 1993. augusztus 15. –) német labdarúgó, az Union Berlin játékosa.

## Válogatottban
A német U18-as válogatottban 2010. október 8-án mutatkozott be. Stefan Böger szövetségi edző kezdőként számított rá, le sem cserélte. Érdekesség, hogy a hazaiaknál pályára lépett a későbbi Szombathelyi Haladás-játékos, Andrij Jefremov is. Az U19-es korosztályban 2011. szeptember 4-én mutatkozott be, a hollandok ellen végig játszott. Egyik védőtársa a később a bosznia-hercegovinai válogatottal világbajnoki részt vevő Sead Kolašinac volt. Az U20-as válogatottban 2013. október 13-án játszott először. Az U21-es válogatottban először az a Horst Hrubesch számított rá, akinél az U19-eseknél is bemutatkozhatott. Érdekesség, itt is a hollandok ellen debütált.